# Ceratopogon pasquieri
Ceratopogon pasquieri är en tvåvingeart som beskrevs av Clastrier 1961. Ceratopogon pasquieri ingår i släktet Ceratopogon och familjen svidknott. Inga underarter finns listade i Catalogue of Life.